# Zbigniew Rusin (trener)

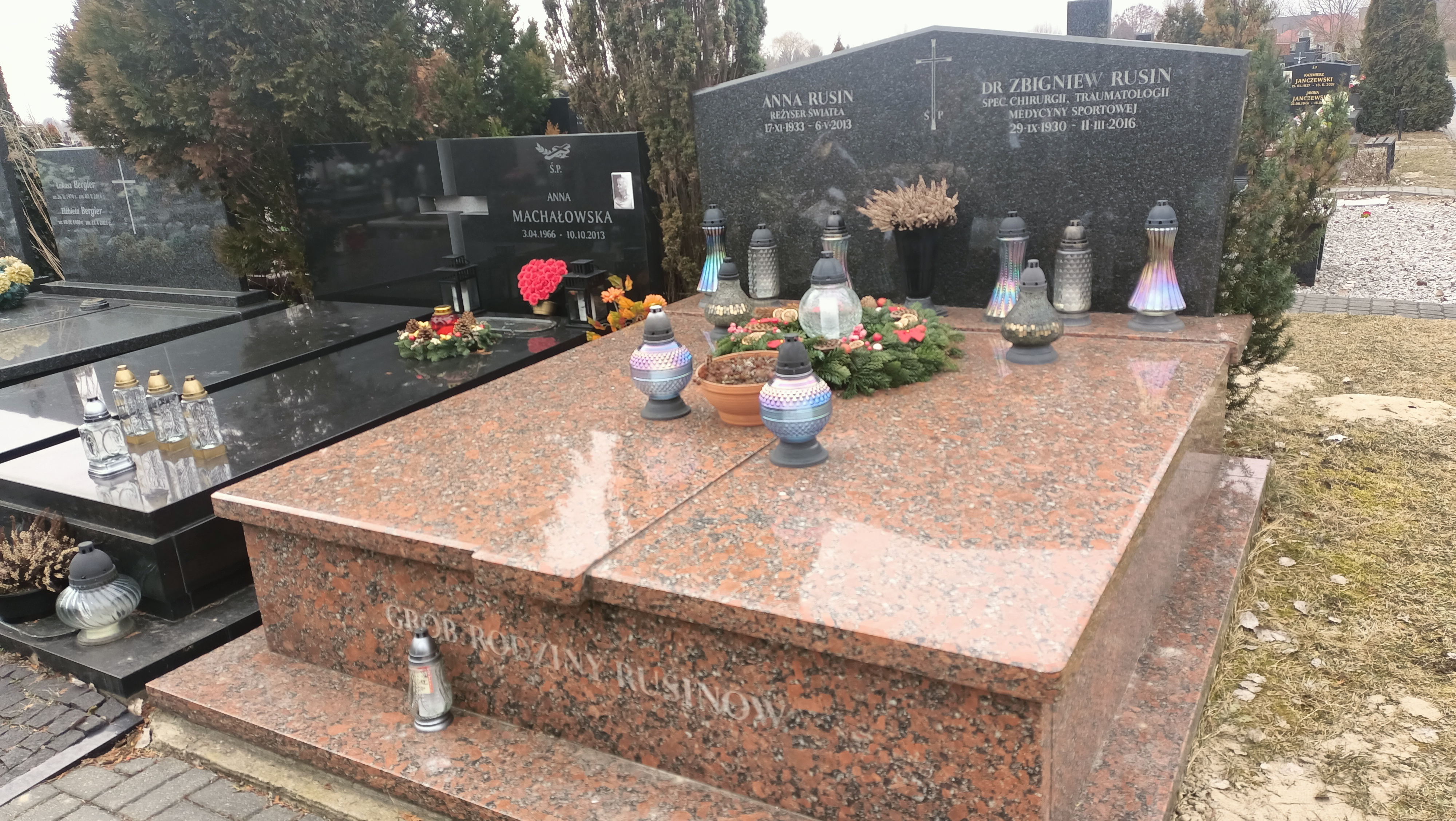
Grób Zbigniewa Rusina na cmentarzu w Pyrach

Zbigniew Rusin (ur. 29 września 1930 we Lwowie, zm. 11 marca 2016 w Warszawie) – polski lekarz sportowy, trener i działacz kolarski; wybrany przez "Przegląd Sportowy" trenerem roku 1979 (razem z Andrzejem Trochanowskim), wielokrotny szef zespołu medycznego polskiej misji olimpijskiej na letnich i zimowych Igrzyskach Olimpijskich.

## Życiorys
Ukończył studia na Akademii Medycznej we Wrocławiu oraz Akademii Wychowania Fizycznego we Wrocławiu. Od 1960 pracował jako lekarz w Centralnej Przychodni Sportowo-Lekarskiej w Warszawie. Od 1966 był lekarzem kadry kolarskiej Polskiego Związku Kolarskiego. W latach 1977–1980 był trenerem polskiej kadry kolarzy szosowych. W czasie jego pracy po medale mistrzostw świata sięgnęli Krzysztof Sujka (srebro w wyścigu indywidualnym w 1978), Jan Jankiewicz (srebro w wyścigu indywidualnym w 1979) oraz drużyna w wyścigu na 100 km (brąz w 1977 i srebro w 1979). W 1980 Czesław Lang zdobył natomiast wicemistrzostwo olimpijskie. Sukcesy w 1979 odniesione razem z odpowiedzialnym za przygotowanie drużyny w wyścigu na 100 km Andrzejem Trochanowskim przyniosły mu tytuł trenera roku przyznany przez "Przegląd Sportowy".
W latach 1985–1996 był prezesem Polskiego Związku Kolarskiego. Następnie otrzymał godność Honorowego Prezesa Związku. Sześciokrotnie kierował ekipą medyczną Polskiej Misji Olimpijskiej na Igrzyskach Olimpijskich (1988, 1996, 1998, 2000, 2002, 2004). Od 1990 do 1997 był dyrektorem Centralnego Ośrodka Medycyny Sportowej. Wchodził w skład zarządu Polskiego Komitetu Olimpijskiego oraz Dyrektoriatu i Komisji Medycznej Międzynarodowej Federacji Kolarskiej.
Był specjalistą z zakresu ortopedii i medycyny sportowej.